# Kościerzyn
Kościerzyn ( pronunciación en polaco: /kɔɕˈtɕɛʐɨn/) es un pueblo ubicado en el distrito administrativo de Gmina Wróblew, dentro del condado de Sieradz, Voivodato de Łódź, en el centro de Polonia. Se encuentra a unos 4 kilómetros al noreste de Wróblew, a 8 kilómetros al noroeste de Sieradz, y a 59 kilómetros al oeste de la capital regional Łódź.
El pueblo tiene una población de 400 habitantes.